# 杨永信
杨永信（1962年6月21日—），男，山东临沂人，中华人民共和国山东省临沂市第四人民医院副院长、杨永信网络成瘾戒治中心主任，中国共产党党员，也是中国大陆饱受争议的精神科医生和“全国戒网瘾专家”。其使用电击等手段强制治疗网瘾患者的行为，受到中国内外媒体和网民的广泛讨论与批评。据网友所称，临沂网戒中心已于2017年10月关闭。

## 生平
1982年7月，杨永信毕业於山东省沂水医学专科学校临床医学，获大专學歷。后获得济宁医学院本科学历，学士学位，在临沂市第四人民医院（临沂市精神卫生中心）工作30余年，一直从事精神分裂症、抑郁症、焦虑症和强迫症等精神疾病的研究和临床治疗工作。杨永信常常撰写各类心理科普文章，屡屡见诸报端。
从1999年开始，由于其子出现了沉溺电脑的迹象，杨永信开始关注青少年网络成瘾问题，并将这一问题与自身工作领域联系了起来。
2007年9月29日，杨永信因“在治疗青少年网瘾上的杰出成就”，当选山东省“首届未成年人保护十大杰出公民”。
2008年2月，杨永信获山东省卫生厅授予的首届“感动山东健康卫士”称号并记二等功。
2008年3月，杨兼任临沂市精神卫生中网络成瘾戒治中心主任，并开始对网瘾患者进行治疗。
2008年7月2日，中国中央电视台社会与法频道《第一线》栏目播出《战网魔：谁把天才变成了魔兽》，以赞扬的口吻介绍了杨永信治疗青少年网瘾的相关事迹，将《魔兽世界》描述为一个血腥暴力恐怖刺激的网络游戏，并刻意突出网瘾与《魔兽世界》之间的联系。杨永信借此一炮走红。该节目在网上引起轩然大波，甚至有参加节目时已满22岁的心理学专业女大学生（现为心理学专业硕士研究生）发帖解释其是因为被不负责任的父亲和姑姑绑架，才被迫配合杨永信的治疗。此事将杨永信推至是非争议的风口浪尖。
2009年2月，杨永信成为享受国务院政府特殊津贴的专家。
2009年4月起，媒体开始改变之前对其一味褒奖的评论态度。
2009年5月5日，杨永信入选山东省道德模范候选人。
2009年5月7日，《中国青年报》整版报道了对杨永信及其治疗中心的调查，并被中国中央电视台《朝闻天下》和其他媒体引述转载，因而再度引发争议。
2009年7月13日，對於杨永信对其患者使用的电刺激治疗，因安全性、有效性尚不确切，且国内外尚无相应的循证医学依据，而被中华人民共和国卫生部叫停。除此之外，卫生部要求“若开展科学研究，应按规定申报，经批准后须充分尊重受试者知情权和选择权，不得收取相关费用”。
此后，杨永信改用低频脉冲治疗。尽管电击治疗被叫停，杨永信本人没有受到任何刑事处罚或起诉。
2016年4月，杨永信作为负责人的科研课题“网瘾戒治综合干预（教育）模式的研究”通过了科技成果鉴定会的鉴定。
2023年10月24日，临沂市第四人民医院表示，杨永信在医院正常上班，负责精神卫生方面的工作。
2024年7月22日，临沂市卫生健康委员会工作人员表示，据其了解，杨永信已于几年前正常退休。

## 网瘾治疗
治療網癮的 "患者" 大部分經由父母送至醫院並支付每個月5,500+人民幣（后续以“增强治疗”为由，逼迫“患者”向家属索要续费診療費用），以便進行楊永信口中的醒腦治療。
杨永信称，网瘾患者存在的问题并不仅仅是网瘾自身，还包括所谓的认知偏差和性格缺陷；沉溺于网瘾的人会逐渐失去人性，而渐渐出现“兽性”。因此，最重要的就是要矫正患者的所谓的性格缺陷。2006年初开始，杨永信开始在山东省临沂市第四人民医院网瘾戒治中心展开网瘾治疗工作，并探索出一套心理、药物、物理与工娱并行的治疗方法。治疗方式使用已经停产的抽搐型电痉挛非法设备治疗网瘾，直到被叫停。据被电击的少年回忆：被电击的感觉就像“被两把巨大的大锤交替砸脑袋”“以及被刀子在肌肉裡搅”。
而且，据报道，戒网瘾只是幌子，任何不服从父母管教的青少年，都可能被以任何理由送进来治疗，比如父母不喜欢交往对象。
据杨永信所说，有6000余名青少年得到了他的治疗，并达到了90%以上的成功治愈率。获得了家长和舆论的好评。后据媒体报道，2009年后，网戒中心的的收治人数经历了两年下滑。2012年后因网吧数量激增而再次上升，2015年接近900人的新高。其宣称的“治愈率”，一直稳定在九成以上。
同时，杨永信认为，家长和孩子，都是他的“病人”。他认为，孩子有问题，家长有责任，所以要和孩子一起接受治疗。因此，在网戒中心，接受治疗的孩子都要有一名家属陪同。
杨永信曾先后向中华人民共和国国家知识产权局注册四项专利，其中有三个是“网瘾药品”专利，另一个是“网瘾医疗器械”专利。但在国家食品药品监督管理局网站的查询结果显示，没有杨永信的专利药品；而在“职业药师资格人员名单”中也未曾显示与杨永信相关的信息。这些专利因未缴纳年费，其专利权被终止。

## 社会争议

### 电击治疗
对于杨永信治疗方式最大的争议集中在其使用的电击手段上。这种治疗方法在医学上称为“电刺激厌恶治疗”，是一种通过刺激性惩罚，令“患者”对其不良行为和刺激惩罚建立条件反射，以期消除“不良行为”的治疗方法。但杨永信的网戒中心并没有“不良”上网的条件，而上厕所锁门、吃巧克力、未经允许坐“杨叔”的椅子以及所谓的“执迷不悟”、“挑战永信模式”、“忽悠家长想回家”也会获得“电刺激厌恶治疗”。对于这一精神疗法，北京、上海等地均已建立起相关制度加以规范，但网戒中心所在的山东省则并无任何规定。网民多数直指其使用电击虐待患者毫无人道，“让人生不如死”。不过，杨永信表示，网戒中心使用电击的次数非常少，每个人只有一两次，而且使用的电流也十分微弱，只有1至5毫安。但多名“盟友”反映，当时在网戒中心的时候，最高的有80毫安。曾言记得有个盟友被电击，拉出来的时候，头发都烧焦了。
2009年8月15日，中国中央电视台综合频道、新闻频道节目《新闻调查》报道杨永信使用禁止生产的设备（杨永信辩称他是“基层医生”所以“不知道”）、节目中一小女孩表示“愿意”在杨永信那戒网却神情异常（暗示杨永信强迫“患者”说谎），以及节目末尾的“举手调查”结果（暗示被送到杨永信处的“网瘾患者”其根本病因是家庭原因），将反杨声音推上新的高潮。此后，中央电视台名牌栏目《经济半小时》报道表明，通过计算，杨永信网戒中心这些年仅仅收取的治疗费用就已达8100万元人民币。

### 挺杨报道疑似付费软性广告
杨永信被许多媒体做过正面报道，有网民认为那不过是付费类广告，和广大的游医的营销手法类似。杨永信在一些的报纸上登载的文章，疑似“广大人民群众喜闻乐见的医疗广告”，也就是以一种医患探讨的口气推荐自己医院，而这是在中国媒体每天都会出现的软文广告。

### 其他争议
网戒中心的患者每天都需要服用三次抗焦虑和抗抑郁的药物，孩子和家长对服药表现出了很好的配合态度。网戒中心的治疗住宿费用每月在6000元左右，有部分网民批评其藉“治疗网瘾”之名，而行敛财之实。而受益家长则认为治病花钱是一件再正常不过的事情，何况医院的公立属性决定了杨永信个人无权私自收费。此外，在法律层面上，医院是否有权收治网瘾患者同样存在争议。由于当地的法规仍是一片空白，网戒中心并没有取得也无需取得相应的资格批文。网戒中心能否获得未成年人的监护权是个问题；对于成年“患者”，其法律问题则更难以规避。
而在网瘾的认定方面，杨永信对2008年11月北京军区总医院制定的《网络成瘾临床诊断标准》持反对态度，认为其仅从现象出发，不够科学准确。可是，杨却在其网站上推出了一套网瘾测试题，但是参与的测试者几乎都被判定为有网瘾（选择任意选项均为网瘾，除非不选，否则均会判定为网瘾）。有人指出，他的题目是抄袭金伯利·扬（Kimberly S. Young）于2006年制作的测试题，而且计算方法比起原版不合理。虽然网戒中心所在的临沂四院的前身是一家精神病院，但家长大多并不认为自己的网瘾孩子患有精神病。面对这些家长，杨永信表示，大多数网瘾患者只是心理有偏差，算不上精神疾病。
面对这些争议，杨永信则表示自己拥有正规的精神卫生主任医师资格，其从事的网瘾治疗工作并未触犯任何法律法规，网戒中心“坦坦荡荡，任由你看”，并相信总有一天其他人会理解他的事业。然而，中央电视台《经济半小时》、《我的今日之最》等记者入院试图采访，皆被拒绝。
通常情况下是家长将孩子（不一定是未成年人）强行送来杨永信处进行治疗，但中国于1998年加入的联合国《公民权利和政治权利国际公约》第七条却规定：对任何人均不得未经其自由同意而施以医药或科学试验。英国《卫报》和中央电视台《新闻调查》的报道表明，杨永信使用了惩罚性质的电击治疗来迫使非自愿者留院接受他的网瘾戒除治疗，而且一般最短1个疗程，达数月之久。
已是年满18周岁的成年人，只要其监护人愿意，杨永信网戒中心仍然会将其带进网戒中心，所采取的“治疗”手段与未成年人无异。有报纸质疑，那些带有非法拘禁、非法用药、故意伤害、侮辱等明显的犯罪性质的、有悖未成年人保护的做法，在“戒除网瘾”的名义之下，被明目张胆地运用，却永远只是“争议”，而没有被“严禁”。
2016年8月24日，网名为“未消逝的青春2015”的微博用户发文《我在临沂网戒中心的真实经历》，详细披露至少三次经历“觉得活着没意思”的电击，以及被要求忏悔自己、跟学员、家长互相举报折磨等等经历，随后被杨永信中心的“家长委员会”成员追捕，其女友的个人资料也被公布，并要求他删除文章和微博，使其开始“逃亡”。该事件引发网民热议。

## 各方评价
2009年4月起，由于网络讨论十分激烈，媒体陆续介入调查。经过实地走访和采访被治疗者后，部分媒体开始对杨的治疗方式提出质疑。在其论坛被黑后，有媒体进行追踪调查：

### 赞成
最初，出现在主流媒体的报道多对杨永信表示赞扬，有的媒体发行纪录片《战网魔》和同名书籍进行宣传。
作为知情和受益的家长们发贴反驳关于杨永信的争议行为，说否定杨永信治疗模式的人是无中生有，别有用心，认为网上说法和部分媒体报道失实，且对杨永信的治疗给予支持和感谢。家长向媒体表示，备受关注的电击疗法仅仅是治疗手段之一，上课仍以心理辅导为主。许多家长们认为，一般大众根本无法理解网瘾对他们家庭造成的伤害。由于将孩子送治的家长往往饱受其子沉溺网络之害，他们一般都不再寄望于单纯的心理辅导，并通过签订协议认可了杨永信电击和药物治疗的方式，甚至有家长主动要求对其孩子进行电击治疗。
杨永信微笑着承认，必须通过电击等制造给孩子们制造“不舒服”；合法生产的电休克仪器临沂市精神卫生中心也有，但没法给孩子们用。
|                        | “加大剂量，电死他！” |
| ——将孩子送去治疗的母亲 |                      |

|                                                          | 现在小孩又和以前一样了，每天上网，打游戏， 你们知不知道哪里有比较好的治网瘾的地方？ |
| ——“杨爸爸”（杨永信）的“儿子”的父亲老程，《南方人物周刊》 |                                                                                     |

### 反对
《21世纪经济报道》记者郭建龙得出的结论是，杨永信“其实就是摧毁孩子的抵抗心和自信心，让其产生恐惧感，然后暂时屈服”
2009年5月，《广州日报》刊登文章《比网瘾更可怕的是什么》称，《战网魔》中的“网瘾少女”武旭影其实已二十多岁，现已是心理学硕士，而无论从什么角度，武都没有所谓的“网瘾”。若杨永信的中心是戒治网瘾的，那他的中心根本没有接受武旭影的逻辑基础。文章质疑杨永信到底是在戒网瘾还是在戒“不听话”，并感叹帮父母使孩子“听话”的商机之巨大。而“杨叔”这个名字，让人想起小说《一九八四》中的“老大哥”。
2009年6月26日，杨永信登上美国《科学》杂志。文章记录杨永信不顾被下药带到网戒中心的“患者”黄河的抗议，将已满18周岁的黄河电击超过一个小时。《科学》杂志用“最臭名昭著的”（The most infamous）来形容杨永信。
方舟子发表文章表示，通过对脑部施加电击诱发抽搐并改变大脑功能，其机理至今不明，但损害记忆和认知功能是已知的；杨永信的治疗手段不是国际医学界的推荐方法。
不少中国网友对杨永信大加揶揄、讽刺，网络上常见人称呼其为“羊叫兽”、“羊叔”、“磁爆步兵”、“雷电法王”等，还有人制作了视频对其进行恶搞。网络上陆续出现一些帖子，自称是网瘾治疗的亲历者，并痛陈其治疗方式之不人道。4月14日至20日期间，杨永信的网站多次被黑客攻击并留下嘲讽的言辞。20日晚8点後，其网站下线。此外，网易在新推出的游戏《魔法火枪团》中设计了敌方头目“羊角兽”，拥有“微电流”技能，广告上更直接声称“挑战羊叫兽”。
当得知电疗被卫生部叫停时，已经脱离杨永信控制的“患者”对记者均表示这大快人心，甚至有的高呼“普天同庆”。卫生部叫停电疗后，各论坛网民亦纷纷表达支持，甚至共同庆祝这一“胜利”。
新华网刊登评论《“电击治网瘾”拿孩子当小白鼠？》，认为不能因为被叫停，就让电击者能全身而退。若不被认真反思并纠偏，公众成为“小白鼠”的厄运也还将继续上演。
新华网另一篇评论《愚昧是摧残式戒网瘾生存的温床》，称家长的愚昧使家长们不会反省，当惨案发生后才知道后悔，却悔之晚矣。而家长的愚昧正是摧残式戒网瘾方式得以苟延残喘的温床。 
2009年11月23日，杨永信使用所谓的“低频脉冲”继续治疗网瘾被曝光，《IT时报》记者呼吁“别让杨永信再‘换汤’了！”。该报道被至少55家新闻网站刊登。
人民网刊登文章认为杨永信的“新招”加剧了藐视人道，并呼吁监管斩断利益链。
凤凰网的编辑只感叹了两个字：悲哀！
北京大学医学人文研究院医学伦理与法律研究中心副主任王岳表示，应该治疗的是家长，家长认为，孩子是自己生养的，他们可以决定孩子的一切，他们和网戒中心利用强制手段对孩子们进行治疗，已经侵犯了公民的人身自由，涉嫌违法。 
|                                  | 反正是不能在家待了，太危险了。 |
| ——出院“盟友”林，《南方人物周刊》 |                                |

## 流行文化
2010年1月20日发布的知名网络影片《网瘾战争》中，角色“杨永新”影射杨永信，在片中以大反派形象出现，最后被“看你妹”借助影片中的所有玩家的力量击败。
2016年9月23日发布的独立游戏《篱笆庄秘闻》中，玩家扮演一位染着红色头发，带着耳环的17岁叛逆少女，在网瘾戒治中心中与以杨永信为原型的“杨教授”斗智斗勇。
2017年5月11日发布的《黎明杀机》新DLC中，推出了全新的“杀人者”角色“医生”赫曼·卡特（the Doctor），该角色擅长使用电击，影射了杨永信的“治疗”方法。据报道，这一角色是由椰岛游戏（前）员工Esther在西雅图Steam Dev Days 2016活动上与开发商Behaviour Interactive接触后，受其所托在游戏论坛“其乐”（原“蒸汽动力Steamcn”论坛）发起投票，由网友投票决定。
手游《元气骑士》中含影射杨教授通过电疗戒网的武器“网瘾少年”、“网瘾少女”和“羊叫獸”。
2023年1月9日发布的改编自《篱笆庄秘闻》的现实题材悬疑互动影像作品《飞越13号房》中，角色“杨永恩”以杨永信为原型，由專業演員進行詮釋。同样，也有以“豫章书院”为原型的“行为矫正中心”，但是对背景进行了一定调整。

### 电视节目
- 2007年9月11日 中央电视台CCTV-1法治在线《网梦醒来》上、下集[70][71][72][73]

- 2008年7月2日 中央电视台CCTV-12第一线《战网瘾·战网魔》
  - 战网瘾篇
    - 少女的耳光和拥抱（上）
    - 少女的耳光和拥抱（下）
    - 双胞胎的爱与痛（上）
    - 双胞胎的爱与痛（下）
    - 瞧这两个“孕妇”

  - 战网魔篇
    - 爸爸的誓言和八十副拐杖
    - 九只羊和少女的呐喊
    - 黑客之王的早恋生活
    - 谁把天才变成了魔兽
    - 蒙面大侠和金童玉女（上）
    - 蒙面大侠和金童玉女（下）
    - “黄河”河保卫战

- 2008年9月22日 中央电视台CCTV-10《人物-网瘾治疗专家 杨永信》（页面存档备份，存于）

- 2009年5月10日 齐鲁网每日频道《临沂：用电击法治疗少年网瘾合适吗》[74]

- 2009年6月8日 山东卫视《说事拉理》栏目《迷网的羔羊》之《揭秘杨永信网戒中心》[75]

- 2009年8月22日 中央电视台CCTV-1百姓故事2009年第33期《网瘾背后》（页面存档备份，存于）[76][77]

- 2009年8月15日 中央电视台CCTV-13新闻调查《网瘾之戒》cntv版（页面存档备份，存于）《网瘾之戒》cctv版（页面存档备份，存于）

- 2009年8月23日 中央电视台CCTV-2经济半小时《网瘾少年成了谁的摇钱树？》（页面存档备份，存于）[78]

- 2016年9月5日 凤凰卫视《锵锵三人行——“电击狂人”杨永信再成热点》[79]

- 2016年9月6日 凤凰卫视《冷暖人生——中国病人》[80]

- 2016年9月23日 凤凰卫视《锵锵三人行——这不是教育是“洗脑”》[81]

- 2016年8月20日 中央电视台CCTV-13《新闻周刊——网“瘾”：戒？解？》（页面存档备份，存于）

- 中央电视台，我的今日之最《你赞同电击治“网瘾”的方法吗？》（页面存档备份，存于） 注：该节目中现场嘉宾和街头采访的路人无一例外地表示不赞同电击，网络投票结果显示大多数网民不赞同。

### 书籍
- 刘明银. 战网魔. 北京: 作家出版社. 2008-07. ISBN 978-7-5063-4349-7